# Tunnelhill
Tunnelhill ist ein Borough in Blair und Cambria County in Pennsylvania. Das U.S. Census Bureau hat bei der Volkszählung 2020 eine Einwohnerzahl von 315 auf einer Fläche von 1,2 km² ermittelt. 

## Geographie
Die Ansiedlung befindet sich in den Allegheny Mountains direkt auf der Östlichen Kontinentalen Wasserscheide. Mit 701 m zählt Tunnelhill zu den höchstgelegenen Orten in Pennsylvania. Direkt unter dem Ort verlaufen drei Eisenbahntunnel der Pittsburgh-Linie von Norfolk Southern.
Der Westteil von Tunnelhill gehört zum Cambria County, während sich die Osthälfte im Blair County befindet. Direkt westlich liegt die Kleinstadt Gallitzin. Zusammen haben die beiden Ortschaften einen Anschluss an den südlich vorbeiführenden U.S Highway 22.

## Geschichte
Die ersten europäischen Siedler kamen um 1840 in das Gebiet von Tunnelhill. Große Veränderungen erfolgten ab 1850, als gleich zwei Bahngesellschaften mit dem Tunnelbau unter der heutigen Ortschaft begannen. Der Name Tunnelhill etablierte sich nach Eröffnung des Postamtes im Jahr 1856. Nach Fertigstellung der schlussendlich erfolgreichen Bahn der Pennsylvania Railroad entwickelte sich der Ort vor allem durch den Kohlenabbau und die Koksherstellung. Per 5. Dezember 1876 wurde Tunnelhill aus dem Gallitzin Township ausgegliedert und zu einem selbständigen Borough. 1890 erreichte der Ort mit 730 Einwohnern seine höchste Bevölkerungszahl. Vor allem nach dem Zweiten Weltkrieg ging mit der schwindenden Kohlenindustrie auch die Wohnbevölkerung zurück. Im April 1968 wurde ein Teil des angrenzenden Allegheny Townships eingegliedert, wodurch die Einwohnerzahl vorerst stabil blieb.

### Bevölkerungsentwicklung
| Jahr | Einw. | Jahr | Einw. |
| ---- | ----- | ---- | ----- |
| 1880 | 224   | 1950 | 535   |
| 1890 | 730   | 1960 | 463   |
| 1900 | 674   | 1970 | 508   |
| 1910 | 661   | 1980 | 513   |
| 1920 | 619   | 1990 | 365   |
| 1930 | 600   | 2000 | 409   |
| 1940 | 625   | 2020 | 315   |